# Hydraena punctata
Hydraena punctata är en skalbaggsart som beskrevs av Leconte 1855. Hydraena punctata ingår i släktet Hydraena och familjen vattenbrynsbaggar. Inga underarter finns listade i Catalogue of Life.